# Santorio Santorio
Santorio Santori (anche Santorio o de' Sanctoriis) (Capodistria, 29 marzo 1561 – Venezia, 25 febbraio 1636) è stato un medico, filosofo e fisiologo italiano considerato il padre della fisiologia sperimentale moderna. Santorio fu il primo a comprendere l'importanza dell'esperimento e dell'adozione dei parametri quantitativi in medicina, per valutare i quali inventò alcuni dispositivi ancora attualmente in uso nella pratica medica, tra cui il termometro e il pulsilogio. Oltre ai suoi meriti in medicina, Santorio fu filosofo e studiò sperimentalmente la struttura della materia, di cui descrisse la struttura corpuscolare e meccanica sin dal 1603, anticipando le ricerche successive di Galileo e Cartesio.

## Biografia
Santorio Santori nacque il 29 marzo 1561 a Capodistria, capitale dell'Istria, allora sotto il dominio della Repubblica di Venezia e ancora conosciuta con il suo nome romano di Giustinopoli. Di discendenza patrizia, è il più grande di quattro figli, suo padre, Antonio, era un nobile friulano che era stato nominato Capo degli Artiglieri della città e sua madre, Elisabetta Cordonia, era di una prospera e nobile famiglia istriana. I suoi legami con la nobiltà furono di grande aiuto, sia durante l’educazione infantile che i successivi incarichi di carriera.
La sua istruzione, iniziata a Capodistria, continuò a Venezia dove ricevette un'educazione privata nella casa degli amici di famiglia, i potenti Morosini. Nel 1575, all'età di 14 anni, iniziò i suoi studi all'Università di Padova, prima in filosofia e poi in medicina, dove fu ospitato dal Collegio Arquà. Nel 1585, ricevette la laurea in medicina, dopo di che si suppone abbia iniziato i suoi esperimenti statici sul peso del cosiddetto perspiratio insensibilis (circa 1590).
Cinque anni dopo la laurea trascorse un certo periodo viaggiando nel dominio veneziano e nell'Est Europa come medico: sicuramente ha visitato Carlstadt (Karlovac) in Croazia, dove ci racconta che condusse altri esperimenti per misurare l'impetus dell'acqua corrente o del vento, andò anche in Polonia forse alla corte di Sigismondo III Vasa, e in Ungheria. Dopo circa 12 anni, tornò a Venezia nel 1594 per continuare a svolgere la sua professione di medico. A Venezia, divenne parte del circolo intellettuale che si riuniva a casa del suo amico d'infanzia e compagno di classe, Andrea Morosini, e comprendeva luminari come Galileo Galilei, Girolamo Fabrici d'Acquapendente (1537-1619) e Paolo Sarpi. Nel 1603 pubblica il suo primo libro: Methodi vitandorum errorum omnium qui in arte medica contingunt libri XV. Fu questo libro sulla diagnosi differenziale che determinò la sua fama e che, insieme alle sue forti relazioni sociali, fece sì che venisse invitato a ricoprire il ruolo di Professore di Medicina Teorica a Padova nel 1611. Galileo, che aveva servito come Professore di Matematica (1593-1610) aveva appena lasciato, mentre Girolamo Fabrici d'Acquapendente era Professore di Anatomia e insegnava nell'anfiteatro che aveva costruito nel 1595, e Harvey che aveva completato i suoi studi a Padova (1593-1602) aveva già lasciato da tempo.
Nel 1611 fu nominato professore di 'Medicina Teorica' (corrispondente all'attuale fisiologia generale) a Padova. In quella città pubblicò descrizioni di congegni termometrici e di precisione che divennero di largo uso nella pratica medica. La posizione di Primo Professore Ordinario di Teoria era vacante dal 1603. Con Santorio, la cattedra acquisì un medico esperto, un investigatore di notevole importanza, e uno spirito creativo la cui influenza si estendeva ben oltre i confini di Padova. Come professore di Teoria della Medicina, le sue responsabilità erano di interpretare e insegnare gli Aforismi di Ippocrate, l'Ars medica di Galeno e la prima parte del Canone di Avicenna.
Nel corso degli anni pubblicò le sue lezioni come commentari sul lavoro di tutti e tre. I commentari che erano iniziati come ausili per l'apprendimento degli studenti si erano evoluti in imprese scolastiche, di un certo interesse, per la modernizzazione dell'insegnamento, almeno fino alla prima metà del XVII secolo. Tra le oltre 60 copie esistenti dei Commentari su Avicenna, quella di Santorio è giustamente famosa perché così insolita nel suo genere per l'inclusione di strumenti scientifici progettati dall'autore per quantificare (polso, temperatura, umidità) lo studio dei pazienti. La loro inclusione indica che Santorio li usò nell'insegnamento della medicina. Tuttavia, il libro che doveva effettivamente stabilire la sua posizione nei posteri come scienziato era un testo relativamente breve sulla “traspirazione insensibile” intitolato Ars de statica medicina e pubblicato a Venezia nel 1614.
Durante il suo mandato come professore di 'Medicina Teorica', fu nominato Presidente di un nuovo collegio (Collegio Veneto) nel 1616, carica che mantenne per otto anni fino al 1624, quando all'età di 63 anni si dimise per tornare ad esercitare la professione medica a Venezia. Morì il 25 febbraio 1636, all'età di 75 anni, a causa di complicazioni per una malattia alle vie urinarie, della quale soffriva da diversi anni. Sepolto nella Chiesa dei Servi a Venezia, le sue ossa furono dissotterrate durante il saccheggio di Venezia per ordine di Napoleone, in seguito al Trattato di Milano. Affidate al Professore di Anatomia di Padova, le sue ossa furono infine sepolte nella sua città natale di Capodistria, mentre il suo cranio è conservato nel Museo Anatomico di Padova.
Uomo di alta statura, con una barba curata, Santorio non fu mai sposato, dedicando tutto il tempo al suo lavoro. Instancabile investigatore, ispirato dalle scienze esatte, si concentrò su quesiti specifici che studiò approfonditamente. Nel suo lavoro dimostrò una pazienza e perseveranza senza precedenti. I suoi studi sulla “traspirazione insensibile”, a cui lavorò con assiduità, erano superiori in approccio, nel design e meticolosità a tutti gli altri del suo tempo. Uomo in anticipo sui tempi, che precedette gli altri luminari del secolo, Santorio fu riconosciuto dai suoi contemporanei come una delle maggiori figure del XVII secolo e considerato alla pari di Harvey. L'Ars de Statica medicina ebbe 84 edizioni, fu molto richiesto fino alla fine del XVIII secolo e fu tradotto in italiano, inglese, tedesco e francese. Il suo adattamento del pendolo alla pratica medica precede gli esperimenti condotti da Galileo con i pendoli, ed era noto ai professori dello studio di Padova sin dal 1600. Fu un pioniere nell'impiego delle misurazioni fisiche in medicina; il suo dispositivo più famoso fu una grande bilancia usata per studiare l'equilibrio omeostatico e le trasformazioni metaboliche. Tra i soggetti che si prestarono alla sperimentazione vi fu anche il collega Galileo Galilei.

## Il metodo di Santorio
Santorio fu uno dei pochi medici del XVI secolo ad essere pienamente consapevole dell'idea moderna di sperimentazione. Condusse molti esperimenti sulla “traspirazione insensibile” per oltre trent'anni, ed era anche consapevole dell'importanza della quantificazione in medicina, per interesse della quale inventò personalmente diversi strumenti. Questi aspetti della sua personalità scientifica si riflettono bene nelle sue opere.
La produzione di Santorio occupa quattro volumi di un'edizione in 4° (in quarto) pubblicata a Venezia nel 1660 da Francesco Brogiolo, che ospita anche il suo unico ritratto conosciuto. Il primo volume contiene il Commentaria in Artem medicinalem Galeni; il secondo, in quindici libri, il Methodi vitandorum errorum omnium, qui in arte medica contingunt libri quindecim; il terzo il Commentaria in primam Fen primi libri Canonis Avicennae; il quarto e ultimo il Commentaria in primam sectionem Aphorismorum Hippocratis, il De remediorum inventione e l’Ars de statica medicina.
La progressione non riflette alcuna esigenza cronologica ma è destinata a scopi didattici, dalle opere più convenzionali alle più innovative. Infatti, il primo libro pubblicato da Santorio fu il Methodi vitandorum errorum omnium (Venezia 1602, apud societatem), un'opera che può essere facilmente considerata come un'introduzione metodologica al suo pensiero e che ci permette anche di guardare più da vicino alla sua formazione, in quanto mostra i suoi studi e il suo impegno scientifico. Come dichiara il titolo, il libro presenterebbe un metodo per evitare tutti gli errori che si verificano nella pratica medica concentrandosi su esperienza, analogia e deduzione. L'opera rimanda chiaramente anche all'influenza di Jacopo Zabarella (1533-1589), maestro di Santorio a Padova e uno dei più importanti logici del XVI secolo, celebre autore dell'Opera logica (Venezia 1578) i cui capitoli mostrano una particolare enfasi per le questioni metodologiche. Tuttavia, Santorio si affiderà anche ad un'altra opera di Zabarella, il De naturalibus rebus libri XXX (pubblicato a Venezia nel 1590), almeno per quanto riguarda le sue nozioni di fisiologia ottica. Il Methodus vitandorum errorum omnium... libri XV è importante anche in quanto testimonia il precoce interesse di Santorio per la quantificazione, soprattutto per quanto riguarda le miscele (Libro VII, cap. 9) e la quantificazione dei farmaci (Libro XIII, cap. 1-2) nonché per la descrizione di uno strumento di precisione, il cosiddetto pulsilogium, o pulsimetro, che l'autore sosteneva di aver inventato.

## Attività scientifica
Fu un pioniere nell'impiego delle misurazioni fisiche in medicina e nell'uso del metodo sperimentale di cui comprese l'importanza e la necessità, replicando i suoi esperimenti per circa trent'anni; si impegnò in particolare nella misurazione e nella quantificazione matematica dei parametri vitali, quali il peso, la temperatura e la frequenza cardiaca. Considerato a torto il fondatore della iatromeccanica, ne fu tuttavia ispiratore con i suoi importanti studi sul metabolismo e sulla termoregolazione umana. Fu il primo a quantificare la perspiratio insensibilis.
Per effettuare le sue misurazioni Santorio ha inventato vari strumenti, il suo dispositivo più famoso fu la stadera medica (una grande bilancia con un trono dove sedeva il volontario, che veniva pesato prima e dopo mangiato e defecato, registrando minuziosamente tutti i dati) sella Sanctorii usata per studiare le trasformazioni metaboliche in soggetti sperimentali, tra i quali oltre lui stesso e parenti e amici vi fu anche Galileo.
Santorio inventò anche altri strumenti (pulsilogio, igrometro, "letto artificioso", "eolopila medica", "termometro lunare") intesi a tradurre in numero e determinare con esattezza matematica i parametri vitali umani.

### Il Pulsilogio
Per misurare la frequenza cardiaca Santorio ideò il pulsilogio, un pendolo costituito da una sfera di piombo legata tramite un filo di seta ad una barra gradata, grazie alla quale si poteva sincronizzare il moto oscillatorio del pendolo con la frequenza cardiaca del paziente, in questo modo si poté ottenere per la prima volta nella storia della medicina una misurazione esatta del battito cardiaco.
Il modello di Santorio, introdotto nel 1600, utilizzava un peso in piombo che oscillava sincronizzato con il polso del paziente. La frequenza di oscillazione era registrata su una scala calibrata. Egli progettò anche un timer a forma di coppa che chiamò “cotyla”.
La sua comprensione delle proprietà del pendolo consentì a Santorio di raccogliere, registrare e confrontare accuratamente vari dati risultanti dalla sua misurazione del polso. Il medico doveva solo sincronizzare l'oscillazione del pendolo con la frequenza del polso e successivamente prendere nota del risultato.
Il pulsilogium ha lo scopo di "misurare il grado di distanza" (gradus recessus dimetiri) tra la disposizione sana e malsana nel corpo. La gamma di questa distanza, che oggi chiameremmo variabilità, è chiamata da Santorio e dai medici rinascimentali latitudo, o "intervallo", un termine che potrebbe essere applicato allo stato del corpo neutro, sano o malato. Secondo Santorio, infatti, la "latitudine della salute" abbraccia anche la "latitudine della malattia" (latitudo morbi) come ultimo grado del proprio range. La terminologia adottata rivela che, ancora una volta, il medico veneziano basa le sue conclusioni su un particolare sviluppo della teoria scolastica della "latitudine delle forme" (latitudo formarum).
Il passaggio dal concetto di latitudine all'utilizzo di parametri quantitativi mediante strumenti concepiti a tal fine rappresenta una delle più grandi scoperte nella storia della scienza e, in medicina, il merito di questo passaggio è da attribuire a Santorio. In particolare Santorio è riuscito ad adottare e applicare sistematicamente la nozione di 'grandezza' (magnitudo) al concetto galenico di equilibrio convertendo i rapporti di proporzione / sproporzione dei temperamenti corporei in segmenti lineari di lunghezza variabile (recessus) che si allontanano o si avvicinano a un punto medio che rappresenta l'equilibrio. In questo modo poteva quindi trattare la malattia e la salute come regioni diverse su una scala di gradi, tutte misurabili. Un tale approccio segnò un allontanamento radicale dalla pratica del giudizio soggettivo delle condizioni del paziente, che era ancora dominante in ogni aspetto della medicina del diciassettesimo secolo. Prima di Santorio, i gradi erano usati come entità teoriche, intese a classificare i vari aspetti di un fenomeno. Nel caso della medicina, in cui non solo la possibilità di porre tali limiti era apertamente rifiutata da Ippocrate e Galeno). Da questo punto di vista, è particolarmente degno di nota che il passaggio dal grado alla quantità sia avvenuto principalmente nel campo della medicina.
Nel pulsilogium la distanza tra il range massimo e minimo della frequenza del polso dovrebbe essere espressa come una scala lineare tra due punti che mette esplicitamente in relazione con il polso più raro e più veloce osservabile in condizioni normali. Poiché sappiamo che la misura della frequenza del polso aumenta geometricamente ma la misura espressa dal pulsilogium è lineare, lo strumento non è stato in grado di fornire una lettura diretta della frequenza del polso: questo non era infatti lo scopo inteso.
Il pulsilogium doveva essere utilizzato come strumento di comparazione. Il suo scopo era quello di rivelare piccole variazioni di frequenza consentendo al medico di tracciare una sorta di cartella clinica dei suoi pazienti, per cercare di creare un quadro complessivo ed affidabile del loro stato di salute. Le ragioni per cui tali variazioni erano effettivamente considerate "piccole" erano sia pratiche che teoriche. Per quanto riguarda quelli pratici, Santorio sottolinea ripetutamente il fatto che eventuali aumenti o diminuzioni importanti nella frequenza del polso sono abbastanza evidenti e non richiedono l'uso di alcuno strumento particolare per essere rilevati, sebbene sorgano chiaramente problemi sul modo in cui viene determinato il valore oggettivo individuato in qualsiasi momento da tali variazioni. Le ragioni teoriche, invece, sono direttamente radicate nella comprensione di Santorio della fisiologia come il processo attraverso il quale il corpo mantiene le sue normali funzioni avvicinandosi o allontanandosi insensibilmente dal punto di equilibrio. L'allontamento sensibile, registrato dal medico, arriva quando orma la malattia si è introdotta nel corpo. Gli strumenti di Santorio sono pensati per tracciare il cambiamento insensibile, cosi' da prevenirlo. Questo processo che nel pulsilogium si traduce nell'atto di sommare o sottrarre gradi da un dato numero. Più precisamente, il dispositivo consente una misura comparativa dell'impulso espresso come differenza tra due o più misure consecutive.
Se la pulsazione che in un'ora / giorno risulta essere di 70 gradi, nella successiva risultasse essere 65, Santorio registrerebbe che è diminuita di 5 gradi. In questo modo, ogni misurazione successiva produce la differenza tra le coppie di misurazioni. Ciò significa che le misurazioni di Santorio sono state sostanzialmente raccolte e registrate in termini di rapporti: poiché la frequenza degli impulsi tende a rimanere costante in condizioni normali che darebbero la stessa indicazione sulla scala dello strumento. D'altra parte, aumenti o diminuzioni irregolari della frequenza del polso sarebbero stati registrati come semplice confronto di gradi (60:55; 60:45, ecc.). Santorio specifica infatti che per mezzo dello strumento è possibile "osservare tutti i rapporti relativi al polso" e sappiamo da altri conti che il termine "ratio" a volte era usato abbastanza letteralmente, poiché Santorio era solito raccogliere i risultati dei suoi esperimenti statici solo in termini di proporzioni matematiche. Vale la pena notare che, da un punto di vista pratico e per la sola diagnosi medica, la nozione esatta del numero espresso da ciascun grado (in termini di battiti al minuto) non è necessaria: è sufficiente registrare il grado e monitorare l'andamento della salute in ogni paziente.
Quando utilizzato nella diagnosi medica, il pulsilogium richiedeva una pre-valutazione delle condizioni generali del paziente in modo che i cambiamenti di frequenza potessero essere associati, ad esempio, a condizioni morbose (specialmente febbri). Come già notato, mentre le grandi variazioni sono facilmente percepibili da qualsiasi medico, le più piccole possono essere tali che anche un medico ben preparato può non percepirle, portando così a errori nella diagnosi. In questo senso, l'invenzione del pulsilogium serve a fornire una valutazione oggettiva dei valori legati a tali variazioni.

### Il Termometro Clinico
Un'altra invenzione di Santorio, fondamentale nello sviluppo della medicina moderna, fu il termometro clinico, tuttora utilizzato in medicina.
Questo nuovo strumento, a differenza dei primi esempi di termoscopio di Della Porta, Drebbel e Galilei, poteva misurare con grande precisione, per il tempo, la temperatura dell’aria, calda o fredda, e delle varie parti del corpo, non solo l'aria ambiente.
Quello di Santorio era un vero termometro, cioè dotato di una scala graduata, anche i primi prototipi si basavano su scale manuali non applicate allo strumento fisico, come confermato da Giuseppe Biancani nel suo Sphaera Mundi del 1620.  Biancani descrive lo strumento osservando che l’acqua era colorata affinché fosse visibile il suo livello lungo il tubo. Chiama questo strumento thermoscopium e afferma di aver sentito dire che l’inventore era un certo Santorius. È probabile che Biancani abbia avuto la possibilità di vedere una copia dello strumento costruito da Santorio.
Santorio diede una descrizione del suo innovativo strumento già nel 1612, nel grande commento a Galeno, Commentaria in Artem Medicinalem Galeni), ma venne poi raffinando il suo strumento. Il termometro di Santorio era ad aria e basava il suo funzionamento sulla dilatazione dell’aria che, come tutti i gas, si dilata quando viene riscaldata determinando uno spostamento dell’acqua lungo il tubo di vetro; l’entità dello spostamento dell’acqua indica la temperatura che viene quantificata attraverso una scala graduata. Anche se Santorio aveva una nozione di pressione atmosferica,  questa sufficiente a fargli rendersi conto che il termometro ad aria poteva essere soggetto alla pressione atmosferica ed egli iniziò a lavorare ai primi modelli di termometro chiuso (closed-loop thermometer).
In seguito il termometro di Santorio venne perfezionato e sostituito dai primi termometri a liquido, più precisi e pratici, tra cui quello di Daniel Gabriel Fahrenheit, seguito da quello a mercurio di Kelvin.

## Opere principali
Le sue opere ebbero numerose edizioni, diffusione europea e ampia popolarità fino al '700. Classico il De statica medica: uno dei libri più importanti della storia della fisiologia.
- (LA) Santorio Santorio, Sanctorii Sanctorii ... Methodi vitandorum errorum omnium qui in arte medica contingunt libri quindecim. Nunc primum accessit eiusdem authoris De inventione remediorum liber, P. Aubert, 1630  [1603],  p. PP5.
- (LA) Santorio Santorio, Ars de statica medicina, venezia, Niccolo Polo, 1614.
- Commentaria in artem medicinalem Galeni, 1612.
- Commentaria in primam fen primi libri canonis Auicennae, 1625.
- Commentaria in primam sectionem Aphorismorum Hippocratis, 1629.
- Opera omnia, 1660.